# 尼崎市記念公園野球場
尼崎市記念公園野球場（あまがさきしきねんこうえんやきゅうじょう）は兵庫県尼崎市の尼崎市記念公園内にある野球場。
2010年、大阪市福島区に本社を置くケーブルテレビ会社株式会社ベイ・コミュニケーションズが3年間の命名権を取得しており、「ベイコム野球場」の呼称を用いている。施設管理は公益財団法人尼崎市スポーツ振興事業団が行っている。

## 施設概要
- グラウンド面積：20,691m2
- 両翼：91m、中堅：119m
- 内野：黒土、外野：天然芝
- 収容人員：10,000人（うち内野スタンド3,000人）
- 内野スタンドに屋根あり
- ナイター設備4基（投捕間=1100Lx、内野=700Lx、外野=400Lx）
- 磁気反転スコアボード（基本10回まで。ただし、イニング表示は延長11回以後適宜入れ替えられるようになっている）

## 開催イベント
- 全国高等学校野球選手権兵庫大会
- ソフトボールJDリーグ・SHIONOGIレインボーストークスのホームゲーム

過去に行われていたイベント
- 女子プロ野球・兵庫スイングスマイリーズのホームゲーム(2011年・7試合)
- 関西独立リーグ (初代)・神戸9クルーズのホームゲーム

9クルーズ休止以降、関西独立リーグの試合は開催されていない。

## 公園内その他の施設
- ベイコム総合体育館
- ベイコム陸上競技場 他